# Zola Budd
Zola Budd (Bloemfontein, 26 maggio 1966) è un'ex mezzofondista sudafricana con cittadinanza britannica.
È la detentrice del record del Commonwealth sul miglio con 4'17"57, stabilito nel 1985 al Meeting di Zurigo.

## Biografia
Ha partecipato ai Giochi olimpici di Los Angeles 1984, in rappresentanza della Gran Bretagna, causa il divieto imposto dal CIO al Sudafrica, in rappresentanza del quale partecipò invece ai Giochi di Barcellona 1992.
Durante la gara dei 3 000 metri (nella quale corse scalza), Zola Budd ebbe un rovinoso contatto con la favorita atleta statunitense Mary Decker. Quest'ultima uscì di scena, rimanendo dolorante e disperata a terra. Nonostante le ire del pubblico di casa, Zola Budd continuò la corsa, applicando una tattica di gara basata esclusivamente sull'attacco, e di conseguenza dispendiosa. Il calo fisico per lo sforzo profuso si fece sentire, e negli ultimi metri la Budd si fece sopravanzare da ben sei avversarie.

## Record del mondo
- 5 000 metri 15'01"83 nel 1984[2]
- 5 000 metri 14'48"07 nel 1985[3]

## Palmarès
| Anno | Manifestazione  | Sede        | Evento | Risultato   | Prestazione | Note  |
| ---- | --------------- | ----------- | ------ | ----------- | ----------- | ----- |
| 1984 | Giochi olimpici | Los Angeles | 3000 m | 7ª          | 8'48"80     | [ 4 ] |
| 1986 | Europei         | Stoccarda   | 1500 m | 9ª          | 4'05"32     | [ 4 ] |
| 1986 | Europei         | Stoccarda   | 3000 m | 4ª          | 8'38"20     | [ 4 ] |
| 1992 | Giochi olimpici | Barcellona  | 3000 m | elim. batt. | 9'07"10     | [ 5 ] |

## Altre competizioni internazionali
1985
- Oro al Campionati del mondo di corsa campestre ( Lisbona)
- Bronzo al Golden Gala ( Roma), 3000 m piani - 8'28"83
- Bronzo al Memorial Van Damme ( Bruxelles), 1500 m piani - 3'59"96

1986
- Oro al Campionati del mondo di corsa campestre ( Colombier)

1993
- 10ª al Golden Gala ( Roma), 3000 m piani - 8'59"97
- Oro al Cross de l'Acier ( Leffrinckoucke)